# 아만다 옌센
아만다 옌센(Amanda Jenssen, 1988년 9월 12일 ~ )은 스웨덴의 싱어송라이터이다. 스웨디쉬 아이돌(Swedish Idol) 출신이다.